# Amphetamin thay thế
Amphetamin thay thế là một nhóm các hợp chất dựa trên cấu trúc amphetamin; nó bao gồm tất cả các hợp chất phái sinh được hình thành bằng cách thay thế một hoặc nhiều nguyên tử hydro trong cấu trúc lõi amphetamin bằng các nhóm thế. Các hợp chất trong lớp này bao gồm nhiều loại phân loại dược lý, bao gồm các chất kích thích, chất thấu cảm và chất ảo giác, và những loại khác. Ví dụ về các chất amphetamin thay thế là: amphetamin (chính nó), methamphetamin, ephedrin, cathinon, phentermin, mephentermin, bupropion, methoxyphenamin, selegilin, amfepramon, pyrovaleron, MDMA (thuốc lắc) và DOM (STP).
Một số dẫn xuất thay thế của amphetamin xảy ra trong tự nhiên, ví dụ như trong lá của cây Ephedra và cây khat. Chúng đã được sử dụng từ thời cổ đại (ít nhất 1000 năm trước) vì tác dụng dược lý của chúng. Amphetamin được sản xuất lần đầu tiên vào cuối thế kỷ 19. Vào những năm 1930, amphetamin và một số hợp chất dẫn xuất của nó được sử dụng làm thuốc thông mũi trong điều trị triệu chứng cảm lạnh và đôi khi là tác nhân tâm thần. Ảnh hưởng của chúng trên hệ thống thần kinh trung ương rất đa dạng, nhưng có thể được tóm tắt bằng ba loại tác động chồng chéo: kích thích thần kinh, gây ảo giác và tạo cảm giác thấu cảm. Các loại thuốc kích thích thay thế khác nhau có thể gây ra các tác động này một cách riêng biệt hoặc kết hợp.

## Danh sách các hợp chất được thay thế của amphetamin
| Tên hoạt chất                              | Danh pháp hóa học                         | # of Subs |
| ------------------------------------------ | ----------------------------------------- | --------- |
| Amphetamin                                 | α-Methyl-phenethylamin                    | 0         |
| Methamphetamin                             | N-Methylamphetamin                        | 1         |
| Ethylamphetamin                            | N-Ethylamphetamin                         | 1         |
| Propylamphetamin                           | N-Propylamphetamin                        | 1         |
| Isopropylamphetamin                        | N-iso-Propylamphetamin                    | 1         |
| Phentermin                                 | α-Methylamphetamin                        | 1         |
| Phenylpropanolamin (PPA)                   | β-Hydroxyamphetamin, (1R,2S)-             | 1         |
| Cathine                                    | β-Hydroxyamphetamin, (1S,2S)-             | 1         |
| Cathinone                                  | β-Ketoamphetamin                          | 1         |
| Ortetamin                                  | 2-Methylamphetamin                        | 1         |
| 2-Fluoroamphetamin (2-FA)                  | 2-Fluoroamphetamin                        | 1         |
| 3-Methylamphetamin (3-MA)                  | 3-Methylamphetamin                        | 1         |
| 2-Phenyl-3-aminobutane                     | 2-Phenyl-3-aminobutane                    | 1         |
| 3-Fluoroamphetamin (3-FA)                  | 3-Fluoroamphetamin                        | 1         |
| Norfenfluramin                             | 3-Trifluoromethylamphetamin               | 1         |
| 4-Methylamphetamin (4-MA)                  | 4-Methylamphetamin                        | 1         |
| para-Methoxyamphetamin (PMA)               | 4-Methoxyamphetamin                       | 1         |
| para-Ethoxyamphetamin                      | 4-Ethoxyamphetamin                        | 1         |
| 4-Methylthioamphetamin (4-MTA)             | 4-Methylthioamphetamin                    | 1         |
| Norpholedrine (α-Me-TRA)                   | 4-Hydroxyamphetamin                       | 1         |
| para-Bromoamphetamin (PBA, 4-BA)           | 4-Bromoamphetamin                         | 1         |
| para-Chloroamphetamin (PCA, 4-CA)          | 4-Chloroamphetamin                        | 1         |
| para-Fluoroamphetamin (PFA, 4-FA, 4-FMP)   | 4-Fluoroamphetamin                        | 1         |
| para-Iodoamphetamin (PIA, 4-IA)            | 4-Iodoamphetamin                          | 1         |
| Clobenzorex                                | N-(2-chlorobenzyl)-1-phenylpropan-2-amin  | 1         |
| Dimethylamphetamin                         | N,N-Dimethylamphetamin                    | 2         |
| Benzphetamin                               | N-Benzyl-N-methylamphetamin               | 2         |
| D-Deprenyl                                 | N-Methyl-N-propargylamphetamin, (S)-      | 2         |
| Selegiline                                 | N-Methyl-N-propargylamphetamin, (R)-      | 2         |
| Mephentermin                               | N-Methyl-α-methylamphetamin               | 2         |
| Phenpentermin                              | α,β-Dimethylamphetamin                    | 2         |
| Ephedrine                                  | β-Hydroxy-N-methylamphetamin, (1R,2S)-    | 2         |
| Pseudoephedrine (PSE)                      | β-Hydroxy-N-methylamphetamin, (1S,2S)-    | 2         |
| Methcathinone                              | β-Keto-N-methylamphetamin                 | 2         |
| Ethcathinone                               | β-Keto-N-ethylamphetamin                  | 2         |
| Clortermin                                 | 2-Chloro-α-methylamphetamin               | 2         |
| Methoxymethylamphetamin (MMA)              | 3-Methoxy-4-methylamphetamin              | 2         |
| Fenfluramin                                | 3-Trifluoromethyl-N-ethylamphetamin       | 2         |
| Dexfenfluramin                             | 3-Trifluoromethyl-N-ethylamphetamin, (S)- | 2         |
| 4-Methylmethamphetamin (4-MMA)             | 4-Methyl-N-methylamphetamin               | 2         |
| para-Methoxymethamphetamin (PMMA)          | 4-Methoxy-N-methylamphetamin              | 2         |
| para-Methoxyethylamphetamin (PMEA)         | 4-Methoxy-N-ethylamphetamin               | 2         |
| Pholedrine                                 | 4-Hydroxy-N-methylamphetamin              | 2         |
| Chlorphentermin                            | 4-Chloro-α-methylamphetamin               | 2         |
| para-Fluoromethamphetamin (PFMA, 4-FMA)    | 4-Fluoro-N-methylamphetamin               | 2         |
| Xylopropamin                               | 3,4-Dimethylamphetamin                    | 2         |
| α-Methyldopamin (α-Me-DA)                  | 3,4-Dihydroxyamphetamin                   | 2         |
| 3,4-Methylenedioxyamphetamin (MDA)         | 3,4-Methylenedioxyamphetamin              | 2         |
| Dimethoxyamphetamin (DMA)                  | X,X-Dimethoxyamphetamin                   | 2         |
| 6-APB                                      | 6-(2-aminopropyl)benzofuran               | 2         |
| Nordefrin (α-Me-NE)                        | β,3,4-Trihydroxyamphetamin, (R)-          | 3         |
| Oxilofrine                                 | β,4-Dihydroxy-N-methylamphetamin          | 3         |
| Aleph                                      | 2,5-dimethoxy-4-methylthioamphetamin      | 3         |
| Dimethoxybromoamphetamin (DOB)             | 2,5-Dimethoxy-4-bromoamphetamin           | 3         |
| Dimethoxychloroamphetamin (DOC)            | 2,5-Dimethoxy-4-chloroamphetamin          | 3         |
| Dimethoxyfluoroethylamphetamin (DOEF)      | 2,5-Dimethoxy-4-fluoroethylamphetamin     | 3         |
| Dimethoxyethylamphetamin (DOET)            | 2,5-Dimethoxy-4-ethylamphetamin           | 3         |
| Dimethoxyfluoroamphetamin (DOF)            | 2,5-Dimethoxy-4-fluoroamphetamin          | 3         |
| Dimethoxyiodoamphetamin (DOI)              | 2,5-Dimethoxy-4-iodoamphetamin            | 3         |
| Dimethoxymethylamphetamin (DOM)            | 2,5-Dimethoxy-4-methylamphetamin          | 3         |
| Dimethoxynitroamphetamin (DON)             | 2,5-Dimethoxy-4-nitroamphetamin           | 3         |
| Dimethoxypropylamphetamin (DOPR)           | 2,5-Dimethoxy-4-propylamphetamin          | 3         |
| Dimethoxytrifluoromethylamphetamin (DOTFM) | 2,5-Dimethoxy-4-trifluoromethylamphetamin | 3         |
| Methylenedioxymethamphetamin (MDMA)        | 3,4-Methylenedioxy-N-methylamphetamin     | 3         |
| Methylenedioxyethylamphetamin (MDEA)       | 3,4-Methylenedioxy-N-ethylamphetamin      | 3         |
| Methylenedioxyhydroxyamphetamin (MDOH)     | 3,4-Methylenedioxy-N-hydroxyamphetamin    | 3         |
| 2-Methyl-MDA                               | 3,4-Methylenedioxy-2-methylamphetamin     | 3         |
| 5-Methyl-MDA                               | 4,5-Methylenedioxy-3-methylamphetamin     | 3         |
| Methoxymethylenedioxyamphetamin (MMDA)     | 3-Methoxy-4,5-methylenedioxyamphetamin    | 3         |
| Trimethoxyamphetamin (TMA)                 | X,X,X-Trimethoxyamphetamin                | 3         |
| Dimethylcathinone                          | β-Keto-N,N-dimethylamphetamin             | 3         |
| Diethylcathinone                           | β-Keto-N,N-diethylamphetamin              | 3         |
| Bupropion                                  | β-Keto-3-chloro-N-tert-butylamphetamin    | 3         |
| Mephedrone (4-MMC)                         | β-Keto-4-methyl-N-methylamphetamin        | 3         |
| Methedrone (PMMC)                          | β-Keto-4-methoxy-N-methylamphetamin       | 3         |
| Brephedrone (4-BMC)                        | β-Keto-4-bromo-N-methylamphetamin         | 3         |
| Flephedrone (4-FMC)                        | β-Keto-4-fluoro-N-methylamphetamin        | 3         |